# Горња Бијења
Горња Бијења је насељено мјесто у општини Невесиње, Република Српска, БиХ. Према попису становништва из 1991. у насељу је живјело 160 становника.

## Географија
Горња Бијења је смјештена под планином Црвањ, док се испод села пружа Невесињско поље. Село се дијели на три засеока или махале — Дедовића махала, Демировића махала и Кафадарева махала или Атлићи. Дедовића махала је одијељена од остале двије махале тзв. Крагујевим потоком. Генерално, село је сиромашно водом. У близини Кафадареве махале налази се извор Јамник за који се претпоставља да крије значајне количине воде но никада није довољно истражен. На локалитету Илијино брдо налази се неколико бунарева и локва, углавном у рушевном стању, који се напајају водом из оближњег извора. Изнад Дедовића махале налази се омањи извор — Локвањ.

## Историја
На дуги континуитет живљења на овом простору свједоче некрополе стећака у близини села — у Орашницама и на Дернеку. У некрополи у Орашницама видљиви су и тумулуси из илирског доба. Такође, сеоско гробље или харем је једно од највећих и најстаријих у Херцеговини. На старост упућују надгробници који представљају прелазну фазу између стећака и исламских надгробника. У харему се налази и много надгробника у виду грубо отесаних, усправних, камених блокова, те миљоказ из римског периода.

## Становништво
На Попису из 1991. у Горњој Бијењи је живјело 160 особа, сви бошњачке националности. Овдје су живјеле породице: Бојчић, Ћушић, Дедовић, Демировић, Кафадар и Пајевић.
Из Горње Бијење потичу Ахмет Дедовић звани Јапалак, један од првака Херцеговачког устанка из 1882, те Салем Дедовић, мостарски муфтија од маја 2014. године.
| Демографија | Демографија | Демографија |
| Година      | Становника  | Становника  |
| ----------- | ----------- | ----------- |
| 1961.       | 194         |             |
| 1971.       | 235         |             |
| 1981.       | 208         |             |
| 1991.       | 160         |             |